# Old Bridge (Bridgend)
Old Bridge (walisisk: Yr Hen Bont) er en middelalder bue-gangbro i sten, der går over floden Ogmore i Bridgend i Wales. Det er uvist hvem der designet og opført broen, men den er opført omkring år 1425. Den blev repareret i 1775 og restaureret i 205 og igen i 2011. Broen er et scheduled ancient monument aog en listed building af anden grad.